# О’Нилл, Шейн
Шейн Эдвард О’Нилл (англ. Shane Edward O'Neill; род. 2 сентября 1993, Мидлтон, Ирландия) — американский футболист, центральный защитник клуба «Торонто».

## Ранние годы
Шейн О’Нилл родился в ирландском городе Мидлтон. Его отец, Колм О’Нилл, играл на родине в гэльский футбол и становился чемпионом Ирландии в этом виде спорта в составе клуба «Корк», а мать, Кристина О’Нилл, играла в Ирландии в баскетбол. Семья переехала в Колорадо, когда Шейну было два года. Старший брат Шейна, Дарра О’Нилл, также спортсмен, играл за команду Колорадского университета по американскому футболу. Вместе братья играли за команду старшей школы Фэрвью по баскетболу, Дарра был разыгрывающим, Шейн играл на позиции атакующего защитника. В 2010 году они помогли школьной команде дойти до финала чемпионата штата. Кроме того, у Шейна есть ещё два младших брата и две младших сестры.
Помимо игры в баскетбол в старшей школе Шейн О’Нилл играл в футбол. В 2011 году он стал лучшим игроком Колорадо по версии Gatorade, был включён в символическую сборную штата по версии Denver Post, был признан лучшим игроком Front Range League. В декабре 2011 года О’Нилл принял участие в национальном матче всех звёзд школьного чемпионата в Бирмингеме, штат Алабама, и был признан его самым ценным игроком. Он завершил школьную карьеру с рекордными в истории Фэрвью 48 забитым голами и 27 голевыми передачами. В 2009 году О’Нилл присоединился к молодёжной академии профессионального клуба «Колорадо Рэпидз». В сезоне 2011/2012 он стал лучшим бомбардиром клубной команды среди игроков до 18 лет, забив 10 голов в 15 матчах, и помог команде выйти в плей-офф.

## Клубная карьера
После окончания школы О’Нилл собирался поступать в Виргинский университет, в феврале 2012 года он написал письмо о намерении стать игроком университетской футбольной команды. Однако в июне того же года О’Нилл отозвал своё заявление и подписал профессиональный контракт с «Колорадо Рэпидз» в обход драфта, как доморощенный игрок. 5 сентября 2012 года в матче против «Портленд Тимберс» Шейн дебютировал в MLS, выйдя на замену в концовке матча вместо Джеффа Ларентовица. Он стал первым воспитанником клубной академии, сумевшим стать профессиональным игроком MLS. В 2013 году О’Нилл закрепился в основном составе «Рэпидз», из полузащиты он был переведён на позицию центрального защитника, на которой успешно играл в молодёжной сборной США, и сформировал мощный дуэт с капитаном команды, Дрю Муром. Шейн принял участие во всех матчах сезона, исключая те, которые он вынужден был пропустить из-за вызова в сборную. По итогам сезона 2013 О’Нилл был признан лучшим молодым игроком своей команды, а также был номинирован на звание лучшего молодого игрока в США.
В сезоне 2014 О’Нилл сыграл 21 матч в качестве игрока стартового состава «Рэпидз». 24 мая 2014 года он забил свой первый гол в MLS, поразив ударом из-за пределов штрафной ворота канадского «Монреаль Импакт». В середине сезона из-за травмы правого колена О’Нилл был вынужден пропустить девять матчей. По итогам сезона Шейн был признан лучшим оборонительным игроком в составе «Рэпидз».
В сезоне 2015 О’Нилл потерял место в основном составе «Рэпидз». Он пропустил много игр из-за выступления за олимпийскую сборную США, кроме того, тренер Пабло Мастроени предпочитал делать ставку на других игроков. В августе 2015 года О’Нилл перешёл в кипрский клуб «Аполлон». Условия трансфера не разглашались, однако известно, что его сумма не превысила 500 тыс. долларов. 31 августа не сыгравший ни одного матча за «Аполлон» О’Нилл был отдан в годичную аренду бельгийскому клубу «Мускрон-Перювельз». 23 декабря 2015 года «Мускрон-Перювельз» досрочно прекратил аренду футболиста, который не сыграл ни одного матча за бельгийский клуб. 1 февраля 2016 года О’Нилл был отдан в аренду до конца сезона английскому клубу «Кембридж Юнайтед», выступающему во второй Футбольной лиге Англии. Дебют американца в новой команде состоялся 27 февраля в марте против «Портсмута», на который он вышел в стартовом составе. Сыграв всего два матча за «Кембридж Юнайтед», после окончания сезона 2015/2016 О’Нилл вернулся в «Аполлон».
31 августа 2016 года О’Нилл был отдан в очередную аренду, на этот раз до конца сезона 2016/2017 в клуб первого дивизиона Нидерландов «НАК Бреда». 16 сентября в матче против «Валвейка» американец дебютировал за новый клуб, выйдя на замену и отметившись забитым голом. За НАК О’Нилл сыграл 29 матчей во всех турнирах и забил один гол, также он помог команде выйти в Высший дивизион. Руководство клуба из Бреды намеревалось приобрести игрока после завершения его аренды, но не сумело договориться об условиях.
Летом 2017 года О’Ниллом интересовались клубы из Португалии, Франции и Дании. Однако 21 августа он вернулся в Нидерланды, заключив контракт с клубом «Эксельсиор» из Роттердама. Соглашение рассчитано на один год и предусматривает возможность продления ещё на год.
О’Нилл вернулся в MLS, подписав 22 июня 2018 года 3,5-летний контракт с «Орландо Сити», вступающий в силу после открытия трансферного окна 10 июля. За «Орландо Сити» дебютировал 18 июля в матче четвертьфинала Открытого кубка США 2018 против «Филадельфии Юнион». По окончании сезона 2019 «Орландо Сити» не стал продлевать контракт с О’Ниллом.
14 января 2020 года О’Нилл подписал контракт с «Сиэтл Саундерс». За «Саундерс» дебютировал 20 февраля в первом матче 1/8 финала Лиги чемпионов КОНКАКАФ 2020 против гондурасской «Олимпии». 1 декабря в матче плей-офф против «Далласа» забил свой первый гол за «Сиэтл». По окончании сезона 2021 срок контракта О’Нилла с «Сиэтл Саундерс» истёк.
22 декабря 2021 года О’Нилл на правах свободного агента присоединился к «Торонто», подписав контракт до конца сезона 2024. За «Торонто» дебютировал 26 февраля 2022 года в матче стартового тура сезона против «Далласа», заменив в перерыве между таймами Криса Мавингу.

## Международная карьера
Родившись в Ирландии и имея американское гражданство, О’Нилл имеет право выбирать, какую страну, Ирландию или США, представлять на международном уровне. В 2013 году тренер молодёжной сборной Ирландии Ноэл Кинг приглашал Шейна в тренировочный лагерь своей команды перед товарищеским матчем с командой Нидерландов, однако игрок в это время тренировался с американской молодёжной сборной.
В сборную США среди игроков до 20 лет О’Нилл впервые был вызван летом 2012 года, в октябре он отправился вместе со сборной на товарищеский турнир в испанской Марбелье. Дебют Шейна состоялся в матче против сборной Канады, в котором американцы уступили со счётом 1:2. Оставшиеся два матча турнира О’Нилл вынужден был пропустить из-за повреждения глаза.
В феврале 2013 года О’Нилл был включён в состав молодёжной сборной США на чемпионат КОНКАКАФ среди молодёжных команд. Все пять матчей американской сборной, против команд Канады, Гаити, Кубы, Коста-Рики и Мексики, он провёл в стартовом составе и без замен, играл на позиции центрального защитника. Сборная США дошла до финала турнира, в котором уступила команде Мексики. Выход в финал позволил американцам пройти квалификацию к молодёжному чемпионату мира в Турции. Первый матч чемпионата мира против сборной Испании О’Нилл пропустил из-за дисквалификации, однако два оставшихся, против команды Франции и Ганы, он провёл в стартовом составе, в матче с Ганой отметился забитым голом. Американская сборная выбыла из турнира после группового этапа, в котором набрала лишь одно очко.
В январе 2014 года О’Нилл был приглашён Юргеном Клинсманом в тренировочный лагерь взрослой сборной США, но в конечный состав на товарищеский матч со сборной Республики Корея он не попал. Повторно в лагерь американской сборной Шейна приглашали в феврале 2015 года, тогда он провёл в запасе два товарищеских матча. В 2014 и 2015 годах О’Нилл играл за олимпийскую сборную США в рамках подготовки к Играм 2016 года. Он был ключевым игроком команды, однако в сентябре 2015 года у него начались головные боли и головокружения, из-за которых Шейн не попал в заявку сборной на квалификацию к Олимпийским играм.